# Campeonato Mundial de Esquí Nórdico de 1974
El XXX Campeonato Mundial de Esquí Nórdico se celebró en la localidad de Falun (Suecia) entre el 16 y el 24 de febrero de 1974 bajo la organización de la Federación Internacional de Esquí (FIS) y la Federación Sueca de Esquí.

## Esquí de fondo

### Masculino
| Evento                   | Oro                                                                          | Plata                                                                  | Bronce                                                                       |
| ------------------------ | ---------------------------------------------------------------------------- | ---------------------------------------------------------------------- | ---------------------------------------------------------------------------- |
| 15 km (19.02)            | Magne Myrmo · Noruega · 41:39,10                                             | Gerhard Grimmer RDA 41:40,01                                           | Vasili Rochev URSS 41:40,65                                                  |
| 30 km (17.02)            | Thomas Magnusson · Suecia · 1:33:41,41                                       | Juha Mieto · Finlandia · 1:34:34,81                                    | Jan Staszel · Polonia · 1:34:56,50                                           |
| 50 km (24.02)            | Gerhard Grimmer RDA 2:19:45,26                                               | Stanislav Henych Checoslovaquia 2:21:35,50                             | Thomas Magnusson · Suecia · 2:21:49,42                                       |
| Relevo 4 × 10 km (21.02) | RDA Gerd Heßler Dieter Meinel Gerhard Grimmer Gert-Dietmar Klause 2:03:15,85 | URSS Ivan Garanin Fiodor Simashev Vasili Rochev Yuri Skobov 2:03:25,31 | Noruega · Magne Myrmo · Odd Martinsen · Ivar Formo · Oddvar Brå · 2:03:46,03 |

### Femenino
| Evento                  | Oro                                                                           | Plata                                                                   | Bronce                                                                                       |
| ----------------------- | ----------------------------------------------------------------------------- | ----------------------------------------------------------------------- | -------------------------------------------------------------------------------------------- |
| 5 km (18.02)            | Galina Kulakova URSS 15:17,42                                                 | Blanka Paulů Checoslovaquia 15:19,15                                    | Raisa Smetanina URSS 15:34,80                                                                |
| 10 km (20.02)           | Galina Kulakova URSS 31:25,79                                                 | Barbara Petzold RDA 31:50,56                                            | Helena Takalo · Finlandia · 31:59,55                                                         |
| Relevo 4 × 5 km (23.02) | URSS Nina Fiodorova Nina Seliunina Raisa Smetanina Galina Kulakova 1:02:57,39 | RDA Sigrun Krause Petra Hinze Barbara Petzold Veronika Hesse 1:03:09,14 | Checoslovaquia Alena Bartošová Gabriela Sekajová Miroslava Jaškovská Blanka Paulů 1:03:52,57 |

## Salto en esquí
| Evento                              | Oro                                  | Plata                         | Bronce                            |
| ----------------------------------- | ------------------------------------ | ----------------------------- | --------------------------------- |
| Trampolín normal individual (16.02) | Hans-Georg Aschenbach RDA 258,9 pts. | Dietrich Kampf RDA 241,2 pts. | Alexei Borovitin URSS 239,3 pts.  |
| Trampolín grande individual (23.02) | Hans-Georg Aschenbach RDA 240,4      | Heinz Wosipiwo RDA 223,3      | Rudolf Höhnl Checoslovaquia 217,1 |

## Combinada nórdica
| Evento             | Oro                       | Plata                     | Bronce                         |
| ------------------ | ------------------------- | ------------------------- | ------------------------------ |
| TG + 15 km (18.02) | Ulrich Wehling RDA 424,14 | Günter Deckert RDA 420,28 | Stefan Hula · Polonia · 417,93 |

## Medallero
| Núm. | País           | Oro | Plata | Bronce | Total |
| ---- | -------------- | --- | ----- | ------ | ----- |
| 1    | RDA            | 5   | 6     | 0      | 11    |
| 2    | URSS           | 3   | 1     | 3      | 7     |
| 3    | Noruega        | 1   | 0     | 1      | 2     |
| 3    | Suecia         | 1   | 0     | 1      | 2     |
| 5    | Checoslovaquia | 0   | 2     | 2      | 4     |
| 6    | Finlandia      | 0   | 1     | 1      | 2     |
| 7    | Polonia        | 0   | 0     | 2      | 2     |
|      | TOTAL          | 10  | 10    | 10     | 30    |